# بیتا وکیلی
بیتا وکیلی زاده ۱۳۵۲ شهر تهران و نقاشی ایرانی است.

## زندگی‌نامه
وکیلی متولد ۱۳۵۲ تهران و دارای مدرک کارشناسی ارشد نقاشی از دانشگاه هنر تهران است.
بیتا وکیلی در سال ۱۳۹۰ با فروش اثرش در دوازدهمین حراجی کریستی دوبی به عنوان گرانترین هنرمند زن خاورمیانه ثبت شد.
وکیلی در بیش از ۶۰ نمایشگاه گروهی و ۱۲ نمایشگاه انفرادی در ایران، امارات متحده عربی، کانادا، ارمنستان، چین، مالزی، آمریکا، موناکو، قطر، انگلستان و فرانسه شرکت کرده است.
بیتا وکیلی از نقاشان جوانی است که رکورد های ۲۵ و ۳۲ هزار دلار را در حراج کریستی دوبی به دست آورده است.
بیتا وکیلی در سال ۱۳۹۰ با فروش اثرش در دوازدهمین حراجی کریستی دوبی به عنوان گرانترین هنرمند زن خاورمیانه ثبت شد.